# Domenico Dolce
Domenico Mario Assunto Dolce (Polizzi Generosa, 13 de agosto de 1958) é um estilista e empreendedor italiano. Ao lado de seu então marido Stefano Gabanna, é responsável pela marca de luxo Dolce & Gabbana. Desde a fundação da D&G, em 1995, Dolce tornou-se um dos maiores e mais influentes designers de moda do mundo.